# St. Silvester
St. Silvester, Sankt Silvester (fr. Saint-Sylvestre; gsw. Santifaschtus; frp. Chin Chavithro; hist. Santifaschtels) – gmina (fr. commune; niem. Gemeinde) w Szwajcarii, w kantonie Fryburg, w okręgu Sense. 

## Demografia
W St. Silvester mieszkają 952 osoby. W 2020 roku 6,8% populacji gminy stanowiły osoby urodzone poza Szwajcarią.